# Бенкеренса
Бенкеренса (порт. Benquerença) — район (фрегезия) в Португалии, входит в округ Каштелу-Бранку. Является составной частью муниципалитета Пенамакор. По старому административному делению входил в провинцию Бейра-Байша. Входит в экономико-статистический субрегион Бейра-Интериор-Сул, который входит в Центральный регион. Население составляет 695 человек на 2001 год. Занимает площадь 28,68 км².
Покровителем района считается Дева Мария (порт. Nossa Senhora das Neves).

## История
Район основан в 1300 году.